# Область Ейстли

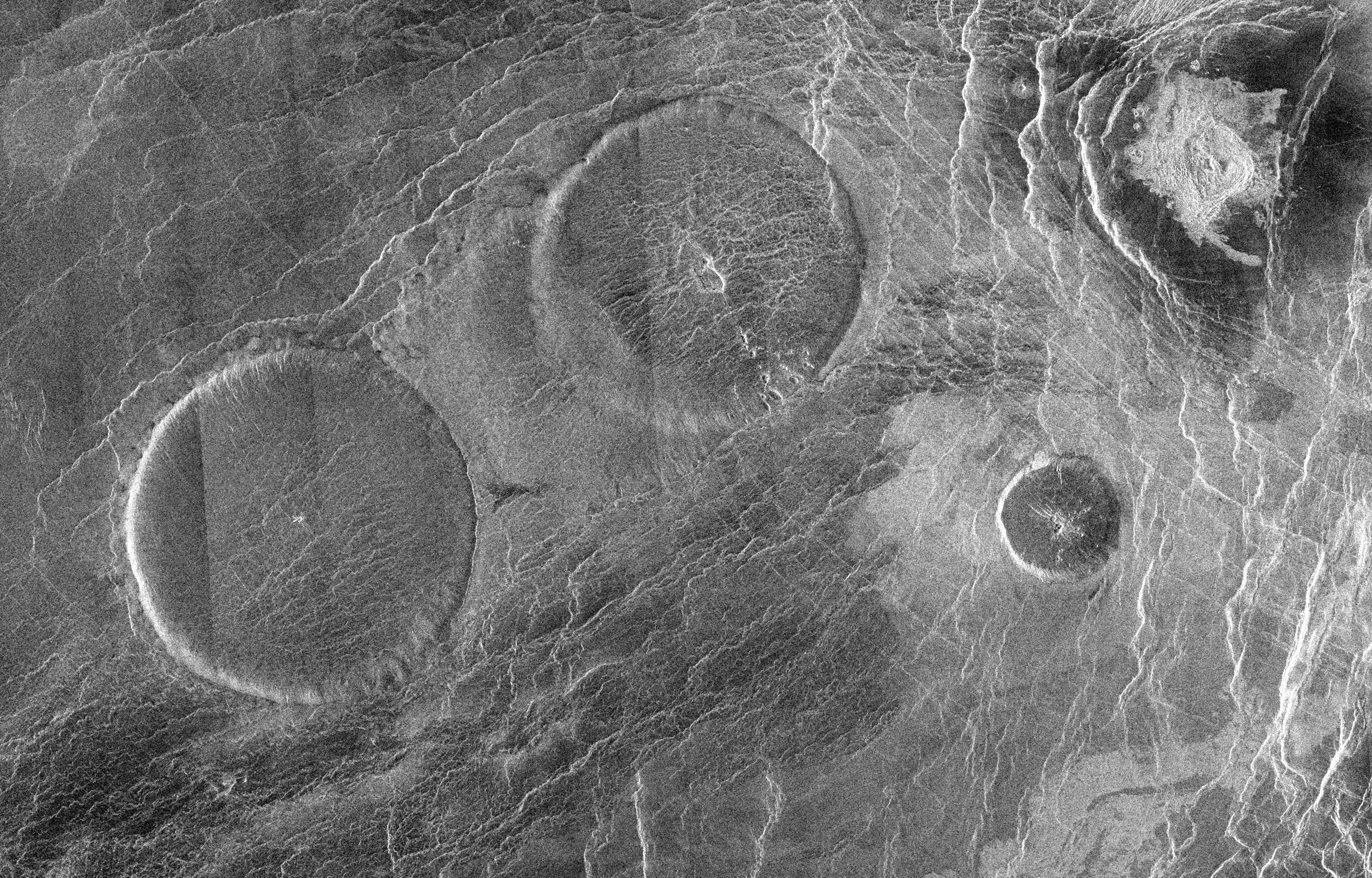
Куполи Карменти (Carmenta Farra) в області Ейстли

Область Ейстли (лат. Eistla Regio) — велика ділянка в екваторіальній області Венери. Названа на честь Ейстли — однієї з дев'яти велеток у скандинавської міфології. Ця назва була затверджена Міжнародним астрономічним союзом в 1982 році. Центр області розташований за координатами 10°30′ пн. ш. 21°30′ сх. д. / 10.5° пн. ш. 21.5° сх. д.
Область Ейстли на півночі межує з рівнини Берегині, на півдні — з рівниною Тінатін, на заході — з рівниною Ґвіневери. Приблизно на західному краю цієї області знаходиться невеликий (діаметром 23,6 км) кратер Аріадна, через який проходить нульовий меридіан Венери.
В області Ейстли розташовано багато вулканічних утворень — патера Сапфо, гори Сіф і Гули, а також кілька груп своєрідних «млинцеобразних» вулканів, сформованих виверженнями дуже в'язкої лави (лат. farrum). Більшу частину цієї області покривають потоки лави, що розлилися на сотні кілометрів по обвалених схилах вулканів. Також є щитові вулкани та вінцеподібні структури.